# Círus
A Círus (vagyis II. Kurus) a perzsa világbirodalom megalapítójának a Bibliában is előforduló neve. A magyar név a perzsa eredetű görög Kürosz név latin Cyrus formájából származik, aminek a jelentése: uralkodó, Nap, más vélemény szerint pásztor. Női párja: Kíra.

## Gyakorisága
Az 1990-es években szórványos név, a 2000-es években nem szerepel a 100 leggyakoribb férfinév között.

## Névnapok
- január 31.[2]
- június 16.[2]
- június 28.[2]